# RW Волопаса
RW Волопаса (лат. RW Boötis), HD 129355 — двойная звезда в созвездии Волопаса на расстоянии приблизительно 1002 световых лет (около 307 парсеков) от Солнца. Видимая звёздная величина звезды — от +8,7m до +7,2m.

## Характеристики
Первый компонент — красный гигант, пульсирующая полуправильная переменная звезда типа SRB (SRB) спектрального класса M5, или M7, или M5III, или M4, или Mb. Масса — около 0,707 солнечной, радиус — около 357,086 солнечных, светимость — около 3010,42 солнечных. Эффективная температура — около 3148 K.
Второй компонент — коричневый карлик. Масса — около 55,86 юпитерианских. Удалён на 1,332 а.е..